# Tillandsia longifolia
Tillandsia longifolia är en gräsväxtart som beskrevs av John Gilbert Baker. Tillandsia longifolia ingår i släktet Tillandsia och familjen Bromeliaceae. Inga underarter finns listade i Catalogue of Life.